# Chris McNally
Chris McNally (* 8. November 1988 in Scarborough (Toronto), Ontario. Kanada), auch bekannt als Christopher McNally, ist ein kanadischer Schauspieler, der vor allem für seine Rolle als Lucas Bouchard in der Hallmark-Channel-Serie When Calls the Heart bekannt wurde. Er ist der Cousin des Schauspielers und Sängers Drew Seeley.

## Leben und Karriere
Christopher McNally wurde in Scarborough, einem Vorort von Toronto, geboren. Seine Familie zog nach North Vancouver, als er ungefähr 1 Jahr alt war. Dort wuchs er auf und ging auf die örtliche Argyle Secondary School, wo er nach dem Abitur das Railtown Actors Studio besuchte. 
McNallys Filmlaufbahn begann 2005 mit einer Rolle in der Serie Killer Instinct. Nach längerer Pause spielt er 2010 in Tower Prep und nach einigen Kurzfilmen Marco Chow Massage. Nach weiteren Serienrollen in Beauty and the Beast und Untold Stories of the ER gelang ihm 2013 seine preisgekrönten Darstellung des John Jardine in „John Apple Jack“. Mit seinem Einstieg beim Hallmark Channel 2016 mit Hearts of Christmas wurde er zu einem festen Bestandteil der Fernsehserie When Calls the Heart, wo er die Rolle des Lucas Bouchard spielt. Als Schauspieler und Autor wurde er Mitglied des Hallmark Stable of Healthy Talent und hat regelmäßig Auftritten in mehreren Weihnachtsproduktionen, die von Hallmark Movies & Mysteries vertrieben werden. 2019 porträtierte McNally Cal Dennison in der Lifetime Network TV-Verfilmung von VC Andrews Roman Heaven.
McNally lebt wechselweise in Los Angeles und Vancouver und behauptet, er sei „... überall zu Hause, wo [meine] Hunde sind ...“ Er ist nicht verheiratet und hat seit 2022 mit Julie Gonzalo ein gemeinsames Kind.

## Filmografie (Auswahl)
- 2005: Killer Instinct
- 2009–2015: Supernatural
- 2010: Tower Prep
- 2012: Marco Chow Massage
- 2012: Beauty and the Beast
- 2012: Untold Stories of the ER
- 2013: John Apple Jack
- 2015: Mortal Remains
- 2015: Falling Skies
- 2016: Dead of Summer
- 2016: Hearts of Christmas
- 2017: Rocky-Mountain-Weihnachten (Rocky Mountain Christmas)
- 2017: Riverdale
- 2018: Altered Carbon – Das Unsterblichkeitsprogramm (Altered Carbon)
- 2018: Das süßeste Herz
- 2019: Die Winterprinzessin – Eine Liebe im Schnee (A Winter Princess)
- seit 2019: Janette Oke: Die Coal Valley Saga (When Calls the Heart)
- 2022: A Dog Named Indie
- 2022: Christmas Class Reunion

## Auszeichnungen
McNally erhielt 2014 den Preis als „Bester Hauptdarsteller in einem Spielfilm“ bei „FilmOut San Diego“ für die Darstellung des John Jardine in „John Apple Jack“.